# Коива (станция)
Станция Коива (яп. 小岩駅 коива эки) — железнодорожная станция на линии Тюо-Собу, расположенная в специальном районе Эдогава, Токио. Станция была открыта 24 мая 1899 года. На станции установлены автоматические платформенные ворота.

## Планировка станции
Одна платформа островного типа и 2 пути.
| 1 | ■Линия Тюо-Собу | Кинситё, Акихабара, Синдзюку, Накано,Митака |
| 2 | ■Линия Тюо-Собу | Ниси-Фунабаси, Цуданума, Тиба               |

## Близлежащие станции
| «         |  | Линия          |  | »       |
| --------- |  | -------------- |  | ------- |
| Син-Коива |  | Линия Тюо-Собу |  | Итикава |